# Reckless (브라이언 애덤스의 음반)
《Reckless》는 캐나다의 싱어송라이터 브라이언 애덤스의 네 번째 스튜디오 음반이다. 1984년 11월 5일, A&M 레코드에 의해 발매된 이 음반은 애덤스와 밥 클리어마운틴이 공동 프로듀싱했으며 애덤스의 가장 성공적인 솔로 음반으로 여겨진다. 이 음반은 전 세계적으로 1,200만 장의 음반 판매량을 기록했다. 이 음반은 캐나다 내에서 100만 장 이상 팔린 최초의 캐나다 음반이었다. 이 음반은 빌보드 200에서 1위에 올랐고 전 세계 음반 차트에서 높은 위치에 올랐다.
수록곡 〈Run to You〉, 〈Somebody〉, 〈Heaven〉, 〈Summer of '69〉, 〈One Night Love Affair〉, 〈It's Only Love〉에서 6개의 싱글이 발매되었다. 6개의 싱글은 모두 마이클 잭슨의 《Thriller》와 브루스 스프링스틴의 《Born in the U.S.A.》만이 달성했던 미국 빌보드 핫 100에서 15위 안에 들었다. 이 음반은 1989년 《케랑!》의 "역사상 가장 위대한 헤비 메탈 100장"에서 49위에 올랐고, 《클래식 록》에 의해 역사상 가장 위대한 록 음반 99위에 올랐으며, 그의 책 《톱 100 케나다 앨범》에서 밥 머서로에 의해 역사상 가장 위대한 캐나다 음반 12위에 선정되기도 했다. 이 음반은 캐나다 밴쿠버의 리틀 마운틴 사운드 스튜디오에서 녹음되었다. 2009년 12월 12일, 신디케이트 라디오 프로그램인 《인 더 스튜디오》는 이 음반의 25주년을 기념했다.
2014년 11월 10일, 이전에 공개되지 않은 소재와 새로운 5.1 서라운드 믹스를 특징으로 하는 30주년 기념 에디션이 4장과 2장으로 구성된 에디션으로 출시되었다. 또한 2014년 11월에는 영국에서 11개의 독점 아레나 쇼로 구성된 Reckless 30th Anniversary Tour가 개최되었다.

## 녹음 및 제작
녹음된 첫 곡은 영화 《천국의 낙원》을 위해 애덤스와 짐 발란스가 공동 작곡한 〈Heaven〉이었다. 이 곡은 1983년 6월 6일부터 7일까지 뉴욕의 파워 스테이션에서 녹음되었으며, 1983년 6월 16일 밥 클리어마운틴의 공동 프로듀싱과 엔지니어링과 함께 믹스되었다. 영화의 사운드트랙 음반에 발매되었음에도 불구하고, 이 곡은 처음에는 《Reckless》에게 적합하지 않은 것으로 여겨졌고, 마지막 순간에 음반에 추가되었다.
1984년 3월, 애덤스가 그의 이전 음반 《Cuts Like a Knife》를 홍보하는 광범위한 콘서트 투어를 마친 후 《Reckless》의 녹음 세션이 시작되었다. 하지만 녹음 과정에 불만을 느낀 애덤스는 그 해 여름에 한 달간 세션을 쉬기로 결정했다. 1984년 8월, 애덤스는 티나 터너와 함께 트랙 〈It's Only Love〉를 녹음하기 위해 스튜디오로 돌아왔고, 그는 또한 새로운 곡들을 썼고 〈Run to You〉와 〈Summer of '69〉와 같은 트랙의 개발로 이어질 곡들을 재녹음하기 시작했다.
〈Run to You〉는 아시아 투어 후에 녹음되었다. 〈Run to You〉의 녹음은 1984년 3월 27일에 시작되어 밴쿠버의 리틀 마운틴 사운드 스튜디오에서 여름까지 계속되었다. 이 곡은 밥 클리어마운틴에 의해 뉴욕에서 처음으로 믹스되었으며, 1984년 9월 21일 최종 믹싱이 완료되었다. 〈Summer of '69〉는 1984년 1월 25일 짐 발란스와 함께 쓰여졌다. 세션은 리틀 마운틴 사운드 스튜디오에서 열렸으며 겨울 동안 세 개의 다른 노래 녹음이 이루어졌다. 1984년 11월 22일 밥 클리어마운틴에 의해 뉴욕에서 믹스되었다.

## 평가
| 전문가 평가                   | 전문가 평가 |
| 평가 점수                     | 평가 점수   |
| 출처                          | 점수        |
| ----------------------------- | ----------- |
| AllMusic                      | [ 1 ]       |
| The Great Rock Discography    | 7/10        |
| Rolling Stone                 | [ 12 ]      |
| The Rolling Stone Album Guide | [ 13 ]      |
| Encyclopedia of Popular Music | [ 14 ]      |
| The Village Voice             | C−          |

발매 직후, 《Reckless》는 상위 10위 밖으로 떨어지기 전인 1985년 1월에 빌보드 200에서 6위로 정점을 찍었다. 그해 말 싱글 〈Heaven〉과 〈Summer of '69〉의 성공은 이 음반에 대한 관심을 다시 불러일으켰고, 마침내 1985년 8월에 차트 1위에 오르기 시작했다. 〈Reckless〉는 또한 캐나다와 뉴질랜드에서 1위, 노르웨이와 오스트레일리아에서 2위에 올랐고 영국, 스위스, 스웨덴에서는 10위 안에 들었다. 캐나다에서 이 음반의 차트 패턴은 미국의 차트 패턴과 다소 유사했는데, 1985년 5월부터 7월까지 3개월 동안 10위권 밖으로 밀려난 2월에 1위를 차지한 직후 10위권 안으로 진입했다. 1985년 8월 탑 10에 재진입하여 1986년 2월까지 두 번째 톱 10 질주의 정점이 4위에 머물렀고, 캐나다 차트에서 67주차에 톱 10에서 떨어졌다.

## 곡 목록
모든 곡들은 브라이언 애덤스과 짐 발란스에 의해 작사/작곡하였다.
| #   | 제목                                    | 재생 시간 |
| --- | --------------------------------------- | --------- |
| 1.  | 〈One Night Love Affair〉               | 4:32      |
| 2.  | 〈She's Only Happy When She's Dancin'〉 | 3:14      |
| 3.  | 〈Run to You〉                          | 3:54      |
| 4.  | 〈Heaven〉                              | 4:03      |
| 5.  | 〈Somebody〉                            | 4:44      |
| 6.  | 〈Summer of '69〉                       | 3:36      |
| 7.  | 〈Kids Wanna Rock〉                     | 2:36      |
| 8.  | 〈It's Only Love〉 (with 티나 터너)     | 3:15      |
| 9.  | 〈Long Gone〉                           | 3:57      |
| 10. | 〈Ain't Gonna Cry〉                     | 4:06      |

## 인증
| 국가                                                                                         | 인증         | 판매량/출하량 |
| -------------------------------------------------------------------------------------------- | ------------ | ------------- |
| 오스트레일리아 (ARIA)                                                                        | 플래티넘     | 70,000^       |
| 오스트리아 (IFPI 오스트리아)                                                                 | 골드         | 25,000*       |
| 캐나다 (뮤직 캐나다)                                                                         | 11× 플래티넘 | 1,100,000^    |
| 덴마크 (IFPI Danmark)                                                                        | 플래티넘     | 20,000        |
| 독일 (BVMI)                                                                                  | 골드         | 250,000^      |
| 네덜란드 (NVPI)                                                                              | 플래티넘     | 100,000^      |
| 뉴질랜드 (RMNZ)                                                                              | 플래티넘     | 15,000^       |
| 폴란드 (ZPAV)                                                                                | 플래티넘     | 60,000        |
| 스위스 (IFPI 스위스)                                                                         | 플래티넘     | 50,000^       |
| 영국 (BPI)                                                                                   | 3× 플래티넘  | 900,000^      |
| 미국 (RIAA)                                                                                  | 5× 플래티넘  | 5,000,000^    |
| 요약                                                                                         |              |               |
| 전 세계                                                                                      | —            | 12,000,000    |
| *판매량을 기반으로 한 인증 · ^출하량을 기반으로 한 인증 · 판매량+스트리밍을 기반으로 한 인증 |              |               |